# ニューゲート・カレンダー

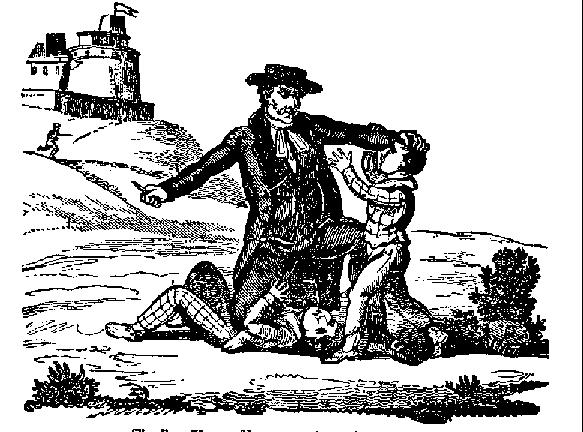
ニューゲート・カレンダーに掲載された、子ども殺しのトーマス・ハンター(1700年8月死刑執行)を描いた絵

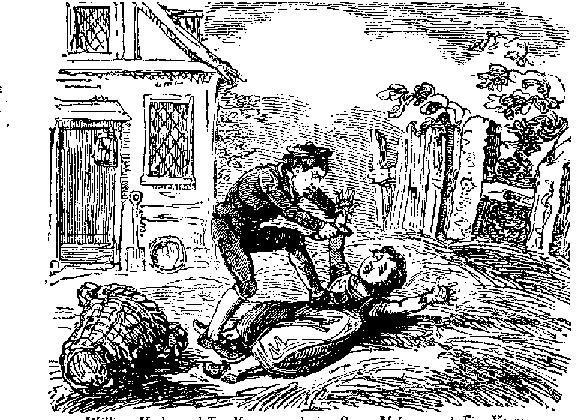
ニューゲート･カレンダーより、1748年5月13日に、5歳のスーザン・マシューを殺したウィリアム・ヨークを描いた絵。18世紀に描かれたもの。ヨークは絞首刑を宣告されたが、結局特赦を受けた。

ニューゲート・カレンダーは、18世紀から19世紀の道徳本として有名なイギリスの作品である。『犯罪者たちの血塗られた記録』（The Malefactors' Bloody Register）との副題が付けられている。

## 概要
元々は、ロンドンにあるニューゲート監獄の看守たちが、月刊で発行した処刑記録の官報だった。ところが、このカレンダーの題名は盗用され、全く別の出版者によって、悪名高い犯罪者を紹介する、伝記的チャップ・ブックとして発刊されることになる。このチャップ・ブックでは、ソニー・ビーン、ディック・ターピン、ジョン・ウィルクス、モル・カットパースなどが取り上げられている。

犯罪者の話を集めたタイプのニューゲート・カレンダーは、18世紀中期に現れ、1774年には、5巻組に装丁された本が一般的なものとなる。収められている話の多くは多分に脚色されたり、いい加減な描かれ方をしたものだったが、強烈な事件が多数収められており、時事問題や社会問題へ言及することも多かった。ニューゲート・カレンダーは、聖書やジョン・バニヤンの『天路歴程』と共に、『平均的な家庭ならどこにでもある本』トップ3として、有名となった。

記事中では、次のような事柄に対して、一部例外は見られるものの、強く反対するような言説が観られる。
- カトリシズム
- 護国卿政治時代（英語版）
- イングランド共和国
- イギリスの政治的対立者（例えばフランス）
- 大酒飲み
- 売春（『品性を捨てた女たち』との記述がある[1]）
- 賭博
- 一般の意味での『浪費』と、プロテスタントを賛美した上での広義の『悪徳』[2]
- 英国国教会
- イギリス王室とその法系（英語版）
- コモン・ローと血の法典

ある版では、詐欺に対して新たな刑罰を設定するよう求める言説が書かれている。

1824年には、弁護士のアンドリュー・ナップ、ウィリアム・ボールドウィンによって新しい版が出版された。また、1826年には、更に新しい版が、『The New Newgate Calendar』とのタイトルで出版されている。

## 影響
- アーサー・コナン・ドイルの『三人ガリデブ』では、ホームズがワトソンに向かって、「君はニューゲート・カレンダーなんて頭に入れておく必要がないからな」と述べるシーンがある。[4]

## 日本語訳書
- 藤本隆康 訳『ニューゲイト・カレンダー大全 全5巻』,大阪教育図書株式会社,第1巻:2003年 7月 ISBN 978-4271114635、第2巻:2004年12月 ISBN 978-4271114666、第3巻:2005年12月 ISBN 978-4271114680、第4巻:2006年11月 ISBN 978-4271114741、第5巻:2006年12月 ISBN 978-4271114789。J.L.Rayner and G.T.Crook,"THE COMPLETE NEWGATE CALENDAR",1926年の翻訳。

## 注・出典
1. ↑  "Women of abandoned character(英語版)"
2. ↑  英語版Wikiでの記述は以下の通りである。『"dissipation" in general and other "vices" generally while eulogising Protestantism』
3. ↑  これは血の法典に起因するものと思われる。
4. ↑  原文"Ah, it is not part of your profession to carry about a portable Newgate Calendar in your memory."
“原文で読むシャーロック・ホームズ・対訳『三人ガリデブ』”. 2016年2月10日閲覧。